# آنیتا ساندرس
آنیتا ساندرس (سوئدی: Anita Sanders؛ زادهٔ ۳ آوریل ۱۹۴۲ - ۱۸ آوریل ۲۰۲۳) بازیگر، مدل عکاسی و دستیار کارگردان اهل سوئد است.
از فیلم‌ها یا مجموعه‌های تلویزیونی که وی در آن‌ها نقش داشته‌است، می‌توان به آن سن شیطنت و هوسبازی، جولیتای ارواح و جاذبه اشاره نمود.